# Pepita Pardell i Terrade
Pepita Pardell Terrade (Barcelona, 16 de març de 1928 - 11 de juliol de 2019) era una animadora, dibuixant, il·lustradora i pintora catalana. Es tracta d'una de les primeres dones que es va dedicar al món de l'animació a Catalunya i a tot l'Estat.

## Biografia
Procedent del barri del Coll, era filla d'un mecànic aficionat a la pintura i neta d'un forjador i va sentir des de petita la vocació artística. Va rebre les primeres lliçons de dibuix del reconegut artista Antoni Comerma, amic de la família. Una formació que va completar entre els anys 40 i 50 del segle xx a l'Escola d'Arts i Oficis de Barcelona, coneguda com a l'Escola de la Llotja. Allà va rebre formació de professors com Gerard Carbonell o Pasqual Capuz. L'any 1944 va començar la seva carrera en el món de l'animació, quan va entrar a treballar a la productora Balet y Blay per formar part de l'equip de Garbancito de la Mancha (1945), el primer llargmetratge d'animació de l'Estat i la primera pel·lícula de dibuixos animats en color d'Europa, dirigida per Artur Moreno. Als estudis Balet y Blay també va participar en el rodatge d'Alegres vacaciones (1948) i Los sueños de Tay-pi (1952).
Del 1951 fins al 1962 treballa com a il·lustradora, fent còmics de temàtica romàntica per a l'Editorial Toray. L'any 1962 passa a treballar per a la productora d'animació Estudios Buch-Sanjuán. Posteriorment animarà per a les productores Publivisión, Pegbar Productions, Equip i Cine Nic Arxivat 2017-12-08 a Wayback Machine. Al llarg de la seva dilatada carrera va treballar per a directors com Robert Balser i Jordi Amorós, el qual sempre la va reconèixer com la seva mestra.
Com a autora, destaca el disseny i l'animació del curtmetratge La doncella guerrera (Julio Taltavull, 1975), restaurat per la Filmoteca de Catalunya el 2015 i que formà pat part de l'exposició Del trazo al píxel. Más de cien años de animación española, exhibida pel CCCB el desembre de 2015.
També va treballar en llargmetratges com Despertaferro (1990), el primer d'animació en català, sèries de televisió com Mofli, el último koala (1986) i produccions internacionals com El león, la bruja y el armario (1979), Yogi's Space Race (1978) o The Charlie Brown and Snoopy Show (1983).
El 2016 la Mostra Internacional de Cinema d'Animació de Catalunya, ANIMAC, li va atorgar el premi Trajectòria en reconeixement del seu treball. El 2018 l'Acadèmia del Cinema Català la va nomenar Membre d'Honor.
El 2018 va rebre la Creu de Sant Jordi "per la singularitat del seu treball en el món de l'animació, com a integrant de l'equip que va dur a terme el primer llargmetratge a l'Estat espanyol en aquest camp i la primera pel·lícula de dibuixos animats en color d'Europa". El 2019 va rebre el Premi Vila de Gràcia 2018 en la categoria Premi d'honor a títol individual "per la seva trajectòria en el món de l'animació".
Va morir a Barcelona l'onze de juliol de l'any 2019 a l'edat de 91 anys.
L'any 2019 la Gran Enciclopèdia Catalana va incloure una referència de la Pepita Pardell.

## Filmografia
- 1945: Garbancito de la Mancha
- 1948: Alegres Vacaciones
- 1952: Los sueños de Tay-pi
- 1975: La doncella guerrera
- 1978: Yogi's Space Race
- 1979: El León, la Bruja y el Armario
- 1983: The Charlie Brown and Snoopy Show (sèries de televisió)
- 1984: Goldilocks and the Three Bears
- 1986: Mofli, el último Koala
- 1990: Despertaferro